# Norrskogens naturreservat
Norrskogens naturreservat är ett naturreservat i Norrtälje kommun i Stockholms län.
Området är naturskyddat sedan 2009 och är 20 hektar stort. Reservatet omfattar höjder söder om sjön Gisen. Reservatet består av  barrskog, lövskog och sumpskog.